# Leka Zogu (1939-2011)
Pour les articles homonymes, voir Leka Zogu.
Titres
Prétendant au trône d'Albanie
9 avril 1961 – 30 novembre 2011
(50 ans, 7 mois et 21 jours)
Prince héritier d'Albanie
5 avril 1939 – 9 avril 1961
(22 ans et 4 jours)
Signature
Le prince Leka Zogu (né le 5 avril 1939 à Tirana et mort le 30 novembre 2011 à Tirana), né prince héritier d'Albanie, était le prétendant au trône d'Albanie depuis le 9 avril 1961, date de la mort de son père, le roi Zog Ier. Vivant en exil depuis son enfance, il est proclamé à l'âge de vingt-deux ans « roi des Albanais », le 15 avril 1961, sous le nom de Leka Ier, et intronisé à l'hôtel Le Bristol de Paris.

## Biographie
Leka Zogu est le fils unique du roi Zog Ier et de la reine Géraldine. Deux jours après sa naissance, la famille royale doit partir en exil en raison de l'invasion italienne de l'Albanie. Le roi Victor-Emmanuel III d'Italie est alors proclamé roi d'Albanie.
Le prince Leka et la famille royale se réfugient successivement en Grèce, puis en Turquie, en Roumanie, en Pologne, en Estonie, en Norvège, et enfin en France. En mai 1940, Zog quitte la France battue par les troupes allemandes et s’enfuit à Londres avec une partie de l'or de son pays, et y forme un gouvernement en exil.
La monarchie albanaise est formellement abolie en 1946 ; le gouvernement albanais, issu du mouvement partisan, interdit au roi et à sa famille de revenir dans le pays. La famille royale quitte le Royaume-Uni pour l’Égypte du roi Farouk, Zog espérant ainsi bénéficier de l'appui des souverains arabes. L'échec du projet Valuable (1949-1952), dénoncé aux Soviétiques par l'agent double Kim Philby, mené conjointement par la CIA et le MI6, ruine ses chances de remonter un jour sur le trône. Zog quitte l’Égypte en 1952, quand Nasser prend le pouvoir, et s’installe en France, sur la Côte d’Azur, ruiné et fatigué. En 1957, il proclame son fils Leka comme son seul et unique successeur. Malade, il décède à 65 ans le 9 avril 1961, à l’hôpital de Suresnes. Zog Ier est inhumé au cimetière parisien de Thiais (Val-de-Marne) et le 14 novembre 2012, la dépouille du roi est exhumée afin de retourner au mausolée royal de Tirana, en Albanie.
À la mort du roi Zog, le prince Leka est couronné « roi des Albanais » par les membres en exil de la dernière Assemblée nationale du Royaume lors d'une cérémonie à l'hôtel Le Bristol, à Paris, le 15 avril 1961. Il est également investi en qualité de souverain grand maître des ordres de Scanderbeg, de la Fidélité et de la Bravoure.
Après son mariage avec l'Australienne Susan Cullen-Ward (en) en 1975, le couple s'installe en Espagne où il est reçu par le roi Juan Carlos. Là, il continue à recevoir les Albanais en exil, espérant une chute prochaine du communisme. Le gouvernement espagnol lui demande de quitter le pays après avoir découvert des caches d'armes. Le prince Leka et son épouse partent pour la Rhodésie du Sud (aujourd'hui Zimbabwe) jusqu'à l'arrivée de Robert Mugabe au pouvoir. Ils s'installent ensuite en Afrique du Sud, à Bryanston, où le gouvernement leur donne un statut diplomatique.

## Retour en Albanie
En 1993, il rentre pour la première fois en Albanie avec un passeport émis par son gouvernement en exil et sur lequel est inscrite la profession de « roi ». Le prince Leka est accueilli par 500 partisans à son arrivée à l'aéroport et déclare qu'il est prêt à abandonner son passeport et à accepter un statut de citoyen normal si un référendum sur la monarchie le met en minorité.
Leka Zogu retourne de nouveau dans son pays le 12 avril 1997 et cette fois, il est reçu par 2 000 personnes à son arrivée. Le même jour que les élections législatives, un référendum sur la restauration de la monarchie est organisé le 29 juin 1997 mais celle-ci est rejetée par 2/3 des votants. Le prince Leka conteste les résultats du scrutin. À la suite de l'intervention de la police et de la mort d'une personne participant aux manifestations, il décide de quitter le pays une nouvelle fois. Accusé d'avoir abandonné illégalement le territoire, il est condamné pour sédition à trois ans d'emprisonnement par contumace. 
Mais en mars 2002, les accusations sont levées à la suite de la pétition formée par 65 députés albanais de tous bords. La pétition demandait également le retour de la famille royale sur le sol albanais. Considérant cet appel en faveur du retour définitif de toute la famille royale en Albanie, le « roi » Leka déclare : « Nous sommes prêts à apporter notre contribution, en tant que citoyens ou au titre d'une fonction définie, pour développer l'économie du pays et pour renforcer l'État albanais dans l'intérêt de la Nation albanaise. Nous devons comprendre que ce n'est pas seulement l'Albanie qui a besoin d'être soutenue mais aussi notre nation tout entière. Tout citoyen qui se dit albanais doit aussi apporter sa contribution. Ma famille et moi, nous sommes au service du peuple et nous le resterons à jamais. J'ai toujours œuvré pour l'union nationale et le progrès de la Nation albanaise. » Après le ralliement des députés socialistes, portant à 76 le nombre des parlementaires signataires de la pétition, la famille royale rentre définitivement en Albanie le 28 juin 2002.
La famille royale récupère une partie des propriétés qui avaient été nationalisées par le gouvernement communiste.
Leka est soutenu par le Mouvement du Parti de la Légalité qui participe à une coalition gouvernementale. Cependant, depuis son retour, le prince Leka ne vote pas, se déclarant au-dessus des partis politiques. Après avoir dirigé le Mouvement pour le développement national, il annonce, en 2006, se retirer de la vie politique et publique.
Il meurt le 30 novembre 2011 à l’hôpital de Tirana des suites de problèmes cardiaques et pulmonaires.

## Famille
En 1975, le prince Leka épouse Susan Cullen-Ward (1941-2004), citoyenne australienne et ancienne institutrice. La cérémonie se déroule à l'hôtel de ville de Biarritz. Le couple a un fils, portant le prédicat d'altesse royale :
- le prince Leka Anwar Zog Reza Baudouin Msiziwe Zogu, titré prince héréditaire (né le 26 mars 1982 à Johannesbourg), fiancé depuis mai 2010 et marié le 8 octobre 2016[10] à Elia Zaharia (née le 8 février 1983 en Albanie), comédienne française d'origine albanaise.